# Atzbach
Atzbach är en ort och kommun i Österrike. Den ligger i distriktet Vöcklabruck i förbundslandet Oberösterreich, 200 kilometer väster om huvudstaden Wien. 
Kommunen består av 21 orter (Ortschaften) (inom parentes invånarantal 1 januari 2024):

- Aigen (31)
- Atzbach (478)
- Baumgarting (98)
- Breitwiesen (10)
- Enzelsberg (17)
- Freundling (53)
- Gneisting (43)
- Hippelsberg (47)
- Katzenberg (36)
- Köppach (66)
- Lameckberg (19)
- Oberapping (15)
- Oberholzham (17)
- Point (13)
- Reichering (31)
- Ritzling (53)
- Schnötzing (26)
- Seiring (14)
- Staudach (35)
- Unterapping (45)
- Weigensam (86)